# Ilte
ILTE - Industria Libraria Tipografica Editrice S.p.A. è stata un'azienda italiana che operava nel settore grafico dell'editoria. Per decenni è stata la tipografia industriale degli elenchi telefonici.

## Storia
L'azienda fu fondata il 26 aprile 1947 con il nome di Istituto del libro italiano S.r.l.. Nel 1951 assunse la denominazione di ILTE - Industria Libraria Tipografica Editrice e divenne un'azienda statale, prima sotto il controllo di SIP, poi della STET. Nel 1975, con la chiusura del vecchio stabilimento di Torino e il conseguente trasferimento ed inaugurazione del nuovo stabilimento di Moncalieri, fu intitolata la via della sede societaria a Fortunato Postiglione, suo fondatore. Tra il 1995 e il 1998 l'azienda venne privatizzata, prima passò sotto il controllo di Seat Pagine Gialle e poi venne ceduta alla New Interlitho Italia, che fino al 2011 controllava anche la società Satiz. In quell'anno la società cambiò denominazione (B.E.I. - Business Enterprise Ilte) trasformandosi da S.p.A. ad S.r.l., fu dimezzato il personale e infine, dopo aver ceduto un ramo d'azienda alla Enerprint S.r.l. del gruppo Mazzucchelli, cessò definitivamente la produzione nel giugno 2015 con il conseguente fallimento nel febbraio 2016.
Nel 2018, dopo un parziale smantellamento dello stabilimento avvenuto tra il 2016 e il 2017, l'intero complesso di 350.000 mq (di cui 150.000 tra capannoni e uffici) è stato messo all'asta e nel 2022 l'azienda tedesca Zalando se lo è aggiudicato per circa 9 milioni di euro: la palazzina uffici verrà abbattuta, ma le due scale elicoidali verranno preservate e restaurate. L'avvio dei lavori di demolizione, bonifica e recupero del complesso è previsto per il mese di agosto 2022.

## Dati societari
- Ragione sociale: Industria Libraria Tipografica Editrice - I.L.T.E. S.p.A.
- Sede societaria: Via F. Postiglione, 14 - 10024 Moncalieri (TO)
- Presidente: Vittorio Farina

- Codice Fiscale e Partita IVA: 00470170010
- Dipendenti: 569